# Erin McLeod
Erin Katrina McLeod (født 26. februar 1983) er en kvindelig canadisk fodboldspiller, der spiller som målvogter for amerikanske Orlando Pride i National Women's Soccer League og Canadas kvindefodboldlandshold, siden 2002.
Hun har tidligere spillet for Vancouver Whitecaps, hvor hun startede sin professionelle karriere, Chicago Red Stars, Houston Dash i NWSL, tyske FF USV Jena og SC Sand, samt de tre svenske klubber Dalsjöfors GoIF, FC Rosengård og Växjö DFF.
McLeod har i alt deltaget ved tre VM-slutrunder i 2007 i Kina, der var hendes første gang, 2011 i Tyskland og 2015 på hjemmebane, hvor Canada nåede kvartfinalen. Hun har ligeledes deltaget ved Sommer-OL i 2008 i Beijing og 2012 i London.
Hun pådrog sig i marts 2016 en korsbåndsskade ved sin tidligere klub FC Rosengård, der afholdt hende fra at deltage ved Sommer-OL 2016 i Rio de Janeiro.
Hun fik landsholdsdebut for det canadiske landshold i 2002, ved Algarve Cup, og har siden spillet 118 landskampe pr. 2020.
I 2020, ved Sommer-OL 2020 i Tokyo, var hun med til at vinde Canadas første OL-guldmedalje i kvindefodbold, efter finalesejr over Sverige.

## Meritter

### Landshold
- Sommer-OL:
  - Bronze: 2012
- International Tournament of São Paulo:
  - Vinder: 2010[6]
- Cyprus Cup :
  - Vinder: 2008, 2010, 2011